# Ера
Вижте пояснителната страница за други значения на Ера.
Ера е често използван термин, означаващ дълъг период от време. Когато се използва в науки като геологията, ера означава точно дефиниран период от време от произволна, но добре дефинирана дължина, като например Мезозойската ера 251 млн. г. пр.н.е. до 65 млн. г. пр.н.е., която е определена от стартово и крайно събитие. Когато терминът се използва в социалната история, означава период на владеене на определен монарх. В разговорния език, ера означава дълъг период от време при който има определени, отличителни характеристики на практиките, разбиранията, модите и т.н., който ознаменува значителна промяна с предходния период и е следван също така от промяна.
|  | Тази страница частично или изцяло представлява превод на страницата Era в Уикипедия на английски. Оригиналният текст, както и този превод, са защитени от Лиценза „Криейтив Комънс – Признание – Споделяне на споделеното“, а за съдържание, създадено преди юни 2009 година – от Лиценза за свободна документация на ГНУ. Прегледайте историята на редакциите на оригиналната страница, както и на преводната страница, за да видите списъка на съавторите. ВАЖНО: Този шаблон се отнася единствено до авторските права върху съдържанието на статията. Добавянето му не отменя изискването да се посочват конкретни източници на твърденията, които да бъдат благонадеждни. |